# FIFA Konfederacijski kup 1997.
FIFA Konfederacijski kup 1997. bilo je prvo izdanje Konfederacijskog kupa kojeg je organizirala FIFA. Prvenstvo se igralo 1992. i 1995. kao Kup kralja Fahda. Domaćin turnira bila je Saudijska Arabija. 
Prvenstvo je osvojio Brazil koji je u završnici pobijedio Australiju 6:0.

## Kvalificirane reprezentacije
| Reprezentacija         | konfederacija | Kvalificirani kao                           | Nadnevak osigurane kvalifikacije |
| ---------------------- | ------------- | ------------------------------------------- | -------------------------------- |
| Saudijska Arabija      | AFC           | Domaćin i pobjednik Azijskog kupa 1996.     |                                  |
| Brazil                 | CONMEBOL      | Pobjednik Svjetskog prvenstva u SAD-u 1994. | 17. srpnja 1994.                 |
| Urugvaj                | CONMEBOL      | Pobjednici Copa Américe 1995.               | 22. srpnja 1995.                 |
| Meksiko                | CONCACAF      | Pobjednici CONCAF Kupa 1996.                | 20. siječnja 1996.               |
| Južnoafrička Republika | CAF           | Pobjednici Afričkog kupa nacija 1996.       | 3. veljače 1996.                 |
| Češka                  | UEFA          | Drugoplasirani s Europskog prvenstva 1996.1 | 30. lipnja 1996.                 |
| Australija             | OFC           | Pobjednici Kupa nacija 1996.                | 1. studenog 1996.                |
| UAE                    | AFC           | Doprvaci Azijskog kupa 1996.                | 21. prosinca 1996.               |

1 Njemačka nogometna reprezentacija, pobjednica EURA '96, otkazala je nastup.

## Stadioni
| Rijad                   |
| ----------------------- |
| Stadion kralja Fahda II |
| Kapacitet: 67.000       |
|                         |

## Suci
| Afrika - Lucien Bouchardeau - Ian McLeod Azija - Saad Mane - Pirom Un-Prasert Europa - Nikolaj Levnikov | Sjeverna i Srednja Amerika, Karibi - Ramesh Ramdhan South America - Javier Castrilli - René Ortube |

## Nagrade
| Dobitnik Zlatne lopte   | Dobitnik Zlatne kopačke   | FIFA Fair-play nagrada |
| ----------------------- | ------------------------- | ---------------------- |
| Denilson                | Romário                   | Južnoafrička Republika |
| Dobitnik Srebrne lopte  | Dobitnik Srebre kopačke   |                        |
| Romário                 | Vladimír Šmicer           |                        |
| Dobitnik Brončane lopte | Dobitnik Brnočane kopačke |                        |
| Vladimír Šmicer         | Ronaldo                   |                        |

## Strijelci
7 golova
- Romário

5 golova
- Vladimír Šmicer

4 gola
- Ronaldo

3 gola
- Cuauhtémoc Blanco

2 gola
- Pavel Nedvěd
- Francisco Palencia
- Helman Mkhalele
- Nicolás Olivera
- Darío Silva

1 gol
| - Mark Viduka - John Aloisi - Damian Mori - Harry Kewell - César Sampaio - Denílson - Júnior Baiano - Horst Siegl | - Edvard Lasota - Mohammed Al-Khilaiwi - Luis Hernández - Braulio Luna - Ramón Ramírez - Pollen Ndlanya - Lucas Radebe | - Brendan Augustine - Hassan Mubarak - Adnan Al Talyani - Pacheco - Marcelo Zalayeta - Christian Callejas - Álvaro Recoba |

Autogol
- Mohamed Obaid (protiv Češke)

## Vanjske poveznice
- (engl.) Arhiva FIFA-e:Kup konfederacija 1997.  Arhivirana inačica izvorne stranice od 25. studenoga 2016. (Wayback Machine)
- (engl.) Tehnički izvještaj FIFA-e; str. 1-44  Arhivirana inačica izvorne stranice od 4. ožujka 2016. (Wayback Machine), str. 44-83  Arhivirana inačica izvorne stranice od 5. ožujka 2016. (Wayback Machine), str. 84-124  Arhivirana inačica izvorne stranice od 5. ožujka 2016. (Wayback Machine)